# Lily May Perry
Pour les articles homonymes, voir Perry.
Lily May Perry (1895-1992) est une botaniste canado-américaine qui travaillait à l'Arboretum Arnold. Elle est surtout connue pour sa compilation détaillée sur les plantes médicinales d'Asie de l'Est et du Sud-Est et son ouvrage Flore de Nouvelle-Guinée. Perry est également la troisième femme scientifique ayant découvert et décrit le plus d'espèces végétales terrestres, avec un total de 414 espèces.

## Enfance et éducation
Perry est née à Havelock (Nouveau-Brunswick) le 5 janvier 1895. Elle a fait ses premières études dans une école à classe unique. Elle reçoit une formation d'enseignante à l'école normale provinciale de Fredericton. Après une courte période d'enseignement, elle fréquente l'Université Acadia et obtient en 1921 un BS en biologie avec mention. Elle a passé 3 ans supplémentaires à enseigner avant d'être admise au Radcliffe College, où elle a suivi les cours du Prof. EC Jeffries et ML Fernald et a reçu sa maîtrise en 1925. En 1930, elle a reçu une bourse d'études doctorales de JM Greenman à l'université Washington de Saint-Louis. Elle y a terminé sa thèse de doctorat sur les espèces nord-américaines de Verbena en 1933. Elle est devenue citoyenne américaine en 1938.

## Carrière
À l'été 1929, elle passe un mois à collecter des spécimens de plantes sur l'île Saint-Paul (Nouvelle-Écosse) avec le Dr Muriel V.Roscoe, menant à la production d'une flore vasculaire de l'île publiée en 1931. Après avoir terminé son doctorat, elle a occupé des postes temporaires à l'Université de Géorgie et au Sweet Briar College. Après avoir été incapable de trouver un poste permanent au Canada, elle a été réembauchée par ML Fernald comme assistante pour l'herbier gris de Harvard. En 1936, ED Merrill l'a transférée à l'Arnold Arboretum pour aider à organiser les collections de la Nouvelle-Guinée et d'autres parties du Pacifique. Perry a atteint l'âge de la retraite en 1960, mais est resté à l'Arnold Arboretum jusqu'en 1964 pour terminer son ouvrage Plantes médicinales d'Asie de l'Est et du Sud-Est : propriétés et utilisations attribuées.

## Titre honorifique
- Docteur honoris causa de l'université Acadia, en 1971[3]

## Œuvres choisies
- Perry, Lily M. (1929), "A Tentative Revision Of Alchemilla § Lachemilla ", Contributions de l'Herbier Gris de l'Université de Harvard, 84 (84): 1, 3–57, JSTOR   41764062
- Perry, Lily M. (1933). Une révision des espèces nord-américaines de Verveine . "Annales du jardin botanique du Missouri." 20 (2): 239-362.
- Perry, Lily M. (1933). La flore vasculaire de l'île St. Paul, en Nouvelle-Écosse. "Rhodora." 33 (389): 105-132.
- HJ (trans. LM Perry). (1945). Fragmenta Papuana: observations d'un naturaliste aux Pays-Bas Nouvelle-Guinée. Sargentia. 5: 1-197.
- Perry, Lily M. (1980). Plantes médicinales d'Asie de l'Est et du Sud-Est: propriétés et utilisations attribuées . Cambridge: MIT Press.
- Une collection de ses articles est conservée à la bibliothèque de l'Arnold Arboretum.